# Новоподібні зорі
Новоподібні зорі (англ. nova-like stars, NL) — маловивчена неоднорідна група катаклізмічних змінних.
До новоподібних належать змінні зорі, в яких спостерігаються спалахи, пов'язані зі швидким виділенням енергії у просторі, що їх оточує, а також об'єкти, в яких спалахів не спостерігалося, але за спектральними та іншими особливостями схожі до вибухових змінних у мінімумі блиску. Спектр новоподібних зір схожий на пізній спектр нових, і невеликі варіації їх блиску нагадують змінність нових у їх мінімумі. 

Більшість спалахуючих і новоподібних зір є тісними подвійними системами, компоненти яких дуже сильно впливають на еволюцію одна одної. Навколо карликового гарячого компонента системи часто спостерігається акреційний диск, утворений речовиною, яка перетікає від холоднішої компоненти. 

## Класифікація
Новоподібні зорі поділяють на такі типи:
- Зорі типу VY Скульптора (VY Scl, іноді їх називають також «карликовими антиновими»).
- Зорі типу UX Великої Ведмедиці (UX UMa).
- Спорідненими з новоподібними зорями вважають поляри та проміжні поляри, однак у класифікації змінних зір їх зазвичай виокремлюють[3].

Досить часто трапляється, що докладне вивчення новоподібної зорі призводить до її перекласифікації.

## Симбіотичні зорі
Найчіткіше серед новоподібних зір виділяють змінні типу Z Андромеди (ZAnd) або симбіотичні зорі. Їх відомо близько двох десятків.[джерело?]
Змінні зорі цього типу часом змінюють блиск на кілька величин, але амплітуди значно менші ніж у нових (не більше 5m). Проте зміни в спектрах схожі на зміни в спектрах нових. Між спалахами в спектрі Z Андромеди наявні лінії, аналогічні до ліній спектрів нових зір і гарячих газових туманностей. Під час спалаху зоря скидає газову оболонку, що розширюється зі швидкістю близько 100 км/с. У цей час у спектрі наявні яскраві смуги оксиду титану. Коливання блиску й спектру цієї новоподібної зорі нагадують коливання нової в перехідному стані.
У спектрі зір типу Z Андромеди поєднані особливості гарячої і холодної зорі. Отримані за неперервним спектром колірні температури становлять усього 5000 К у мінімумі та 10000 К у максимумі спалаху, але яскраві лінії спектру вказують на температуру в десятки тисяч Кельвінів. У спектрах деяких із цих змінних виявлено періодичний зсув ліній. Це вказує на те, що зоря є подвійною. Як правило, у такій системі головна гаряча зоря класу О, а супутник — розріджений холодний гігант класу M або K. Обидві зорі вміщені в спільну газову туманність. Спалахує головна гаряча зоря. Вона підтримує високу температуру оболонки з лініями випромінювання. Таке сполучення туманності з подвійною системою дозволило назвати змінні такого типу симбіотичними. 